# Jégkorszak-filmek
A 20th Century Fox stúdió 2002-ben bemutatott Jégkorszak nagy sikerét négy további rész követte, valamint több rövidfilm és videójáték alapjául szolgált. A filmsorozat 2016-ban új résszel, a Jégkorszak – A nagy bumm-mal bővült.

## Filmek

### Jégkorszak
Jön a jégkorszak, az ősállatok pedig nagy tömegben indulnak el dél felé. Egyedül egy mogorva gyapjas mamut, Manfréd (Ray Romano/Szabó Sipos Barnabás) száll szembe az áradattal, hogy távol lehessen a világ zajától. Nemsokára azonban kényszerű útitársra lel: Sidet, a nagyszájú, de ügyefogyott földi lajhárt (John Leguizamo/Geszti Péter) társai nem ébresztették fel (elmondásából kiderül, hogy ilyesmire már korábban is volt példa…), majd az eledelük bemocskolásával és részleges elfogyasztásával két felbőszített Brontotherida vette üldözőbe.
A „sportvadászokat” gyűlölő Manfréd megvédi Sidet, de együtt egy szakadékba csúsznak, és a biztonságát továbbra is féltő Sid jobbnak látja Manfréddel – illetve, ahogy elnevezi, Manival – tartania. Eközben az ősemberek által megritkított, öttagú kardfogútigris-klán bosszúra készül. Soto, a vezér (Goran Višnjić) Diegóra (Denis Leary/Berzsenyi Zoltán) osztja azt a feladatot, hogy míg a csapat eltereli az emberek és kutyáik figyelmét, lopja el a kis táborhelyről az egyetlen csecsemőt. Ő ezt meg is tenné, azonban a baba anyja kétségbeesésében inkább a folyóba veti magát a pólyással együtt.
A vízesésen lezuhant, kimerült asszonynak csak arra marad ereje, hogy a gyereket partra tegye, majd eltűnik a habokban. A bámulatból felocsúdva az éppen arra járó Sid és Manfréd között konfliktus alakul ki. A mamut ugyanis szíve szerint sorsára hagyná az eljövendő vadászt, Sid viszont vissza akarja vinni őt a sziklafal tetején álló táborba. Ekkor bukkan fel Diego, akit a bosszúszomjas Soto küldött a gyerek után, kudarc esetén nem sok jóval kecsegtetve. A kardfogú felajánlja, hogy visszaviszi a gyerkőcöt, aminek meg is lenne az az alapja, hogy Sid képtelen felcipelni a falon, de Manfréd érthető okokból nem bízik benne. Amikor azonban hármasban feljutnak, csak a tábor hűlt helyét találják meg, ugyanis a tigrisek bandáját üldöző férfiak azt elhagyták.
Diego tudja az utat, de eleinte tőrbe akarja csalni Sidéket, hogy eljuttassák a csecsemőt a tigrisek búvóhelyére. A ragadozótól továbbra is tartó Manfréd végül beleegyezik, hogy családja után vigyék a kicsit. Útközben számos kalandot élnek át: élelmet szereznek a túlélésre gyúró kamikaze-dodóktól, korcsolyáznak, jégcsúszdáznak, Sid megtanul tüzet csiholni, Manfrédot hatalmukba kerítik a mamutvadászatot ábrázoló emberi barlangrajzok – talán az ő családjával is ez történhetett... Diego egyre inkább úgy érzi, barátokra talált. Amikor pedig Mani saját életét kockáztatva megmenti egy vulkánnál, végleg győz benne a jó, és felkészíti őket a tigrisek csapdájára. A harcban Soto ugyan elpusztul, de Diego is látszólag élettelenül terül a földre, míg a többi kardfogú szétszéled.
Sid és Manfréd időben érik el a szorost, még mielőtt azt elzárná a hó. A keresést épp feladó emberek ámulva nézik, amint a csecsemőt egy mamut és egy lajhár visszaszolgáltatja nekik… Sőt, a végén még a magához tért Diego is felbukkan. A három barát együtt indul el délre.

### Jégkorszak 2. – Az olvadás
Főhőseink visszatérnek, ezúttal azonban nem a közelgő, hanem a távozó jégkorszak nehezíti meg az életüket. Manfréd kénytelen szembesülni vele, hogy valószínűleg ő a világ utolsó mamutja, Sid, a lajhár azért búslakodik, mert a gleccser tövében kialakított vízi vidámparkban képtelen bármilyen sikert elérni, ezért feleslegesnek érzi magát. Diegót, a kardfogú tigrist a közelgő olvadás zavarja leginkább, mivel mint derék macska, gyűlöli a vizet.
Az olvadás közeledtéről egy keselyű értesíti a nyugalmasan dőzsölő állatseregletet, de azt is elmondja nekik, hogy a völgy végében egy óriási bárka van, ami képes megmenteni őket. Az állatok így el is indulnak mindannyian, ezúttal pedig Maniék sem akarnak különcködni – igaz, nem a tömeggel tartanak. Útközben találkoznak két komolytalan oposszummal, Eddie-vel és Ropsszal, illetve „húgukkal”, Ellie-vel. Ő történetesen valójában identitászavarban szenvedő mamut, és tetszene is Manfrédnek, akit saját érzésein túl a fajfenntartás ezúttal valóban égető terhe is udvarlásra sarkall. Ellie azonban csak nagy nehezen fogadja el, hogy ő valójában nem is oposszum…
Közben a csúszdaparknál megreped a jégfal, és beömlik a túloldal rengeteg vize. Ez még hagyján, bár Diegót épp eléggé felzaklatja, azonban két gigantikus őskrokodil is beszabadul az addig idilli, elzárt völgybe. Minden vágyuknak a mamutfogyasztás tűnik.
A vég természetesen happy end: Diego legyőzi félelmét és Sid megmentése érdekében a vízbe veti magát, Mani víz alatti csatában leszámol az ősszörnyekkel és megmenti Ellie-t, aki végre elfogadja, hogy mamut, és hogy megmentőjébe szerelmes lehet. Sid a film során azt is megtapasztalja, milyen istennek lenni… annak minden kellemetlen következményével együtt. Mi több, a völgyből kiürül a víz, és a frissen nyílt járaton egy mamutcsorda ballag be. Maniék mégsem csatlakoznak hozzájuk, inkább az oposszumokkal és Ellie-vel együtt folytatják útjukat új kalandok felé.
És a motkány? A magát emblematikussá kinövő ősrágcsáló ezúttal nagyobb szerepet kap, mint az előző filmben. Továbbra is makkot keres, szimatol, ás, kapar a leglehetetlenebb helyeken és helyzetekben. Sőt, ezúttal új tehetsége is megmutatkozik: kiváló harcművész… A történet megoldása, a víz leeresztése is az ő tevékenységéhez kötődik, de közben meghal. Azaz majdnem. Amikor ugyanis a világ legnagyobb, legszebb, legcsillogóbb makkjára vetné magát a mennyekben, Sid szája visszacuppantja az életbe, amit érthető módon nem valami nagy lelkesedéssel fogad…

### Jégkorszak 3. – A dínók hajnala
Manfréd és Ellie gyereket várnak. Az apa már annyira izgatott, hogy megépítette a játszóteret. De Diego nem igazán örül az új jövevénynek, összekap Manival, és elhagyja őket. Sid, látván a veszekedést, próbálja kibékíteni mindannyiukat, de nem sikerül. Úgy dönt, hogy új csordát szervez... ez azonban nem könnyű, főleg neki nem. Egyszer csak jégre lép, ami megreped alatta, és egy ismeretlen, föld alatti helyre érkezik. Talál három hatalmas tojást, és mivel senki sincs ott, úgy gondolja, hogy magányosak. Arcokat rajzol rájuk, és nagy nehezen felcipeli őket a fenti világba, hogy gondoskodjon róluk.
Mani szerint azonban nem jó ötlet, ha Sid szülő lenne, ugyanis még saját magára sem tud vigyázni, ellopta más tojásait, és az egyiket majdnem széttörte. Ráadásul még lehet, aki rémülten keresi őket. A lajhár egy fadarabra teszi őket és azt tetteti, hogy visszaviszi. De, jellemzően Sidre, nem teszi meg, amit ígért. Messze a mamutoktól, gondjukat viseli. Másnap arra ébred, hogy három kicsi dinó néz rá. Játszik velük, kioktatja őket, és próbál tejet szerezni... Végül Manfrédék játszóterére is beengedi őket, ahová a környékbeli kölykök is beontanak. Az összes szülő mérgére és félelmére, a dinókölykök mindent lerombolnak, felfalják a többi gyereket... ezek ellenére sem akar megválni a lajhár a "gyerekeitől". Ennek meg is lesz az ára: egy kihaltnak vélt dinoszaurusz rettegésben tartva mindenkit, megérkezik és visszaveszi a kölykeit, de mivel Sid nem enged, őt is elrabolja.
Mani, Ellie, Ropsz és Eddie, félve, a hatalmas állat nyomába erednek, hogy megmentsék az örök bajkeverőt. Manfréd próbálja rávenni a kismamát, hogy ne menjen tovább és forduljon vissza az oposszumokkal, ő viszont nem engedelmeskedett. Miután egy dinócsontváz segítségével leérnek, megbeszélik, hogyha Ellie bármilyen jelét is észlelné a baba szülésének, kiáltson "barack"-ot. Ezután egy egész rejtett világ tárul a szemük elé, ami végig a lábuk alatt volt, óriási, kihaltnak hitt hüllőkkel. Hirtelen letámadja őket egy, és ezzel együtt előugrik az öreg Diego is, aki megmenti Eddie-t és Ropszot. Ő szintén Sid megmentésére indult. De még az ő segítségével sem tudnak megmenekülni több dinó csapdájából.
Egyszer csak indán lógva előbukkan egy különc, szemkendős menyét egy fog alakú késsel, aki röviden Buck-nak hívja magát, hosszabban Ákom-Bákomnak. Ő már meg tudta őket menekíteni. Az oposszumok istenítik. Azt tanácsolja, menjenek haza, vagy mehetnek a barátjuk után a Túlvilágra. Ő is látta a dinoszaurusz mamát, aki a lávazuhatag felé a Dinók Óvodájába tartott három kicsinyével és egy petyhüdt zöld valamivel. Hogy megtalálhassák őt, át kell kelniük a Szenvedés Dzsungelén, azután a Halál Hasadékán, és végül a Sikolyok Síkján. Még egy hatalmas szörnyeteget is üldöz, akivel már harcolt, úgy hívják, Rudi.
Végül mégis úgy döntöttek, mennek a "kínszenvedésbe". A Szenvedés Dzsungelében támadják meg húsevő növények Manit, aki gyümölcsöt akar szedni Ellie-nek, és a közelében lévő Diegót. Buck segítségével hajszálnyira megússzák. Közben Sidet a dinóanya hazaviszi, és megpróbálja megölni, de a gyerekei megvédik. A mama feladja.
A Halál Hasadékában "mérges gáz" van, és egy borda csontvázon lehet rajta átkelni. Először Ellie száll fel rá, és sikeresen odaér a másik részére. Azután a többiek jönnek, de útközben megakad a kötél, amit Buck húz, és sorban mindannyian belélegzik a gázt. Kiderül, hogy csak hélium, és röhögőgörcsöt okoz. A végén Ellie húzza fel őket. Sid eközben ráveszi a kölyköket, hogy legyenek vegetáriánusok, és egyenek brokkolit, az anyjuk pedig arra, hogy fogyasszanak állatokat. Majd ráhagyják a veszekedést, mert jön Rudi.
Buck megállítja a csapatát a veszély miatt, majd elmeséli a harcát Rudival. Mani nevetségesnek tartja a történetet, és elmegy Ellievel aludni. A dinoszauruszok is pihenni mennek, és az anya befogadja a lajhárt. Az éjszaka közepén Maninak rémálma lesz.

### Jégkorszak 4. – Vándorló kontinens
2012. július 5-én érkezett a mozikba a Jégkorszak 4. – Vándorló kontinens.
Motkány galibát okoz, amikor megpróbálja elrejteni hőn szeretett makkját, ám véletlenül lejut a Föld magjába, s ezzel kontinensek repedésének láncolatát indítja el. Az előidézett földmozgás nagy kalandba sodorja Mannyt, a mamutot, Sidet, a lajhárt, és Diegót, a kardfogú tigrist, akiknek most a kontinensek vándorlásával kell szembe nézniük. Mannynak közben más gondjai is akadnak, hiszen mindennél jobban meg akarja védeni tinédzser lányát, Kisbarackot, aki szeretne beilleszkedni a korabeli tini mamutok társaságába, és elnyerni egy jóképű mamutsrác, Ethan tetszését. Kisbaracknak nem könnyű a beilleszkedés, mivel a többiek dilisnek tartják, amiért oposszum nagybácsijai vannak, és amiért mindig a félénk sünvakonddal, Louisszal lóg, aki az egyetlen barátja.
Sidet megtalálja családja (akik még az első filmben hagyták magára) – s valójában csak azért keresik fel, hogy ott hagyják Sidnél a bolondos Nagyit, hogy nekik ne legyen vele több gondjuk. Manny vitába keveredik Kisbarackkal, amivel nagyon megbántja lányát, ám ekkor a kontinensük váratlanul megreped, és Manny, Diego, Sid, meg a Nagyi egy levált jégtáblán kisodródnak a nyílt tengerre. Manny feleségének, Ellie-nek és Kisbaracknak el kell vezetniük a csordát a Földszorosig, ahol reményeik szerint már biztonságban lesznek, mielőtt a kontinens végleg a tenger alá merülne.
Manny és a csapat sodródnak a tengeren, a jégtáblájukon, amikor vad tengeri kalózok az útjukat állják, és foglyul ejtik őket. A hajó kapitánya, Beles megpróbálja rávenni Mannyt, hogy csatlakozzon a legénységéhez, és hagyja ott a családját, de Manny visszautasítja. A kapitány erre megharagszik és megpróbálja megölni őt és a barátait, akiknek azonban egy rafinált tervvel sikerül meglógniuk, ám szökésük a kalózok hatalmas jéghajójának elsüllyesztésébe kerül. Így a csapat egy kisebb jégtáblára kényszerülve sodródik tovább a tengeren. A kalózoktól elszakadt gyönyörű kardfogú tigris-lány, Shira is kénytelen velük tartani, miután elkerült a társaitól, és Diegónak sikerült kimentenie őt a vízből. Így kiegészülve haladnak tovább a tengeren, ám hamarosan földet pillantanak meg, és egy lakatlan szigeten érnek partot. Rövidesen azonban felfedezik, hogy a kalózok is itt kötöttek ki, s Beles kapitány sok foglyul ejtett apró, őskori mókushoz hasonló állattal, úgynevezett hyraxokkal, próbál magának új jéghajót építeni. Manny-ék nemsokára arra is rájönnek, hogy a sziget túlsó oldalán terül el a Fordító-öböl, ahol megfordul a tenger áramlata, s ezáltal ők visszajuthatnak a kontinensre. Elhatározzák, hogy megszerzik maguknak a kalózok hajóját, amin hazajuthatnának, ám ehhez össze kell fogniuk a szigeten még szabadon lévő hyrax-falkával, akiknek felajánlják, hogy a segítségükért cserébe ők kiszabadítják foglyul ejtett társaikat. Az így létrejött egyezséget követően ravasz tervet kovácsolnak a hajóbitorláshoz, az akció kezdetéig egyedül Shirát teszik ártalmatlanná, akit fogolyként tartanak maguknál, nehogy visszaszökjön a kalózokhoz. Diego azonban lassan kezd rájönni, hogy Shira mégsem olyan zord, mint amilyennek mutatja magát, hiszen a kalózokon kívül sohasem volt senkije, még igazi falkája sem. Shira biztos benne, hogy fontos Beles kapitány számára, ám Diego ráébreszti, hogy a kapitány egyáltalán nem mutat hűséget iránta, hiszen még csak nem is keresteti őt. Shira azonban ismerve Belest, figyelmezteti Diegót, hogy ő és a barátai mekkora veszéllyel állnak szemben.
Másnap reggel a kis csapat nekilát, hogy megvalósítsák tervüket. Shira azonban megszökik tőlük, s visszatér a kalózokhoz, ahol Beles árulással vádolja, és leváltja első tiszti rangjáról. Ezalatt a hyraxok harci riadót fújnak a kalózok ellen, akiket ezzel sikerül elcsalniuk a hajójuktól, míg Manny és barátai fellopakodnak a fedélzetre. Ám Sid ismételten megnehezíti a barátai dolgát, miután megesz egy lótusz bogyót, s így egy időre megbénulnak a végtagjai. A kalózok közben rájönnek a cselre, s minden erejükkel próbálják megakadályozni, hogy Mannyék elkössék a hajójukat. Hőseinknek sikerül kifuttatniuk a hajót a tengerre, ám mielőtt még mind felszállnának rá, az utolsó pillanatban Shira elkapja és letámadja Diegót. Diego megpróbálja meggyőzni a lányt, hogy tartson velük, hiszen ők egy igazi család, akik valóban vigyáznak egymásra. Shira némi habozás után beleegyezik. Később azonban mégis hátramarad, hogy feltartsa a kalózokat és ezzel megvédje őket. A segítségével a csapatnak gond nélkül sikerül elhajóznia a szigetről. Beles kapitány szörnyű haragra gerjed, amiért Manny és barátai már másodszor orozták el tőle a hajóját.

### Jégkorszak 5. – A nagy bumm
2016. július 14-én érkezett a magyar mozikba. Motkány továbbra is szerencsétlenkedik a makkok gyűjtögetésével, azonban egy óvatlan pillanatban az űrbe lövi ki magát. A kis rágcsáló ha már egyszer az űrbe keveredett okoz némi galibát, és kozmikus események sorozatát indítja be, ami hatalmas fenyegetés a jégbe fagyott világ számára. A történetből nem hiányozhat Sid, Manny és Diego sem, a hordával együtt útra kelnek, hogy biztonságos földrészt keressenek maguknak.

### Jégkorszak - Vad Buck jégkorszaki kalandjai
2022. június 14-én érkezett a magyar Disney+ra. Ropsz és Eddie véletlenül lavinát okoz és elpusztítja a banda nyári házát. A banda megharagszik rájuk, ami miatt titokban elhagyják a bandát. Ropsz és Eddie rábukkan az Elveszett Világ bejáratára, egy dinoszauruszokkal teli földre. A két oposszum összefut Vad Buckkal, aki megmenti őket a ragadozóktól, és elmondja nekik, hogy egy Orson nevű Protoceratopsot keres, akit kiskorában hatalmas agya miatt terrorizáltak.

## Rövidfilmek

### Gone Nutty
A Jégkorszak DVD extra ez a rövidfilm. Benne a motkány talál egy fatönkben nagyon sok makkot, véletlenül okozott egy kontinensvándorlást a motkány. A vége ez volt hogy egy makk hamuvá változott, de a makk-kalap megmaradt és a Motkány kalapja lett.

### No Time for Nuts
A motkány a hó alatt találta meg az időgépet. Maga és a makk utaztak a középkorban, a motkány megijed az oroszlántól, azután a motkány megijed a Titanictól, találkozik saját magával a motkány, és magával verekedtek a makkon. A film vége az, hogy a motkány a jövőben találkozik az utolsó tölgy emlékével.

### Túlélni Sidet
Sid tábort szervez ebben a táborban a táborlakók állatkölykök, halásznak, és este a tábortűznél mesél nekik egy rémtörténetet a Motkányról, akkor jött a Motkány és lenyelte a makkot és kiköpte és egy szendvicsben egy bogár elcsórja tőle a makkot. Holnap reggel Sid véletlenül létre hozza a Grand Canyont, a végén 20 000 évvel később amikor nemzeti park lett a Grand Canyon akkor hódpapa mesél a kölykének.

### Scrat's Continental Crack Up
A Scrat's Continental Crack Up ez a rövid film a Jégkorszak 4. – Kontinens vándorlás előzetese, a Guliver utazásai előtt mutatják be. Benne a Motkány ugrál és utána szimatol, egy vékony jégen teszi a makkot és ketté törik a hegy és a Motkány lezuhan. Fel tűnik benne egy rövid ideig Buck és Rudy a fehér dinó, amikor a dinoszauruszok világán zuhan a Motkány és még a dinoszauruszok világa alatt zuhan még, és a mancsát ide teszi és tűzbe lesz. A Motkány végül lezuhan a föld magjára és a makk után megy egy kicsit és repedezik fenn a föld, meg aztán fut a makk után ide oda, akkor leválik Ausztrália a többi szárazföldről, és a sivatagban is repedezik a föld, meg az óceán mélye is repedezik, még a dzsungelben is repedezik a föld, leválnak a kontinensek, akkor Afrikában a zsiráfok bokor levelet esznek, akkor, amikor repedezik a föld akkor a zsiráfok nyaka megnyúlik. A Motkány még tovább fut a makk után és keletkezik Olaszország és egy szigetet rúg meg és gól, a Motkány akkor, amikor a makk után szaladgál akkor megbotlik és ütközik a földfelszínnek és létre jön a Moaik nál a Húsvét-szigeten egy Motkányszobor, meg Egyiptomban egy Motkányszfinx és a Piramisok, meg a Rushmore-hegyen 4 Motkányfej lett és utána újra szalad a föld magján a makk után, amikor elkapta a makkot, akkor az egyik szférára teszi a Motkány a makkot és a Motkány teste ide csavarodik a föld magjára és akkor újra pörög a föld magja, akkor a Motkány „felrepül” és azután lezuhan a jégtáblára és a jégtábla ketté törik és a Motkány a makkot akarja megkaparintani és nem sikerült.

## Játékok

### Jégkorszak(videójáték)
A Jégkorszak videójátékot Magyarországon nem adták kí. Csak GBA változatban volt.

### Jégkorszak 2. – Az olvadás (videójáték)
A Jégkorszak 2. – Az olvadás videójáték változatban.
Pályák:
- vízi park
- halálfal
- erdő
- jégfolyó
- Gorom
- saras hely
- lajhár falu
- Gleccser

### Jégkorszak 3. – A dínók hajnala (videójáték)
A Jégkorszak 3. – A dínók hajnala számítógépes játék a Jégkorszak 3. – A dínók hajnala rajzfilm játék változata.
Pályák:
- Sid korai startja
- Baba barát környezet
- Üldözés
- Magányos lajhár
- Tojás gurítás
- Sid fuss!
- Makkok és a motkánylány
- Buck mentése
- Virág erő
- Gonosz hagyma
- Motkány a dzsungelben
- Buck veszélyes kalandban
- Sid éjszakai élete
- Küzdjünk a pterosaurussal
- Mentsük meg Sidet
- Rudy üldözi Sidet
- Motkány a haláltó buborékába
- Veszélyes hasadék
- Rudy a csontváz híd